# University of Queensland

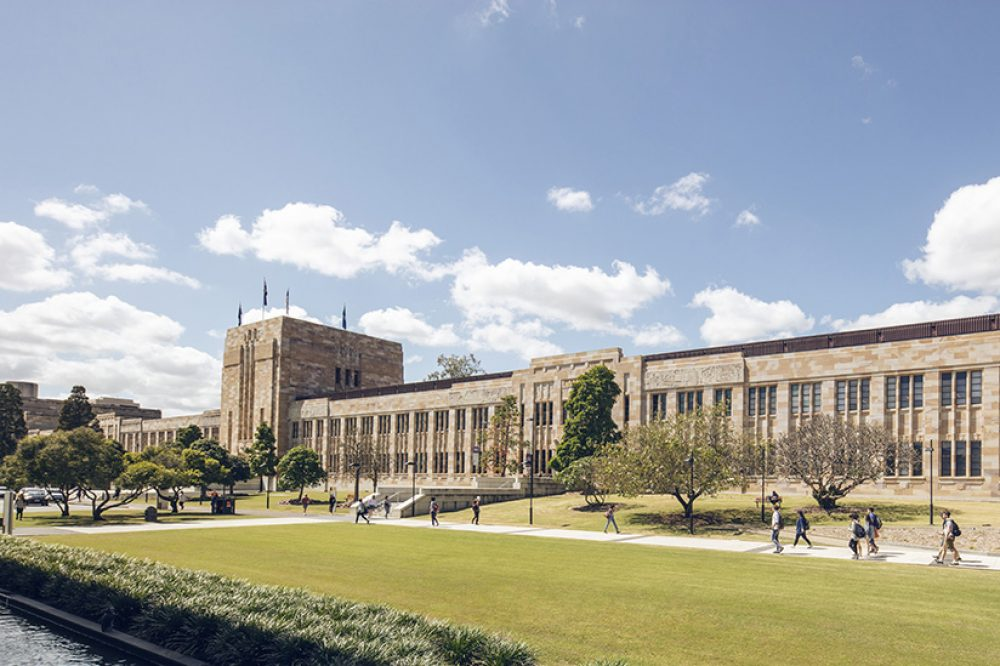
Steele Building

University of Queensland (UQ) är ett universitet med huvudsäte i Brisbane, Australien. Det är delstaten Queenslands äldsta universitet, och är en del av Australiens "Group of Eight"-universitet, samt av den internationella organisationen Universitas 21. Det etablerades 10 december 1909. 1930 köpte man området St. Lucia vid floden Brisbane, och lade sitt huvudsäte där.
Det ursprungliga universitetsområdet i Brisbanes centrum är nu universitetsområde för Queensland University of Technology. UQ har utöver sitt säte i Brisbane etablerat sig i andra städer, Ipswich och Gatton.